# Octarrhena parvula
Octarrhena parvula là một loài thực vật có hoa trong họ Lan. Loài này được Thwaites mô tả khoa học đầu tiên năm 1861.